# العلاقات الأرمنية البرازيلية
العلاقات الأرمينية البرازيلية هي العلاقات الثنائية التي تجمع بين أرمينيا والبرازيل.

## مقارنة بين البلدين
هذه مقارنة عامة ومرجعية للدولتين:
| وجه المقارنة                                              | أرمينيا                    | البرازيل |
| --------------------------------------------------------- | -------------------------- | --- |
| المساحة (كم2)                                             | 29.74 ألف                  | 8.52 مليون |
| عدد السكان (نسمة)                                         | 2.93 مليون                 | 202.66 مليون |
| الكثافة السكانية (ن./كم²)                                 | 98.52                      | 23.79 |
| العاصمة                                                   | يريفان                     | برازيليا، ريو دي جانيرو |
| اللغة الرسمية                                             | لغة أرمنية                 | برتغالية برازيلية، Brazilian Sign Language ‏ |
| العملة                                                    | درام أرميني                | ريال برازيلي، كروزيرو ريال برازيلي ‏، كروزيرو البرازيلية (1990–1993)، البرازيلي كروزادو نوفو، كروزادو برازيلي، cruzeiro ‏، كروزيرو البرازيلية (1942–1967)، الريال البرازيلي (قديم) |
| الناتج المحلي الإجمالي (بليون دولار)                      | 11.54 مليار                | 2.06 تريليون |
| الناتج المحلي الإجمالي (تعادل القوة الشرائية) بليون دولار | 25.41 مليار                | 3.22 تريليون |
| الناتج المحلي الإجمالي الاسمي للفرد دولار أمريكي          | 3.49 ألف                   | 8.54 ألف |
| الناتج المحلي الإجمالي للفرد دولار أمريكي                 | 8.07 ألف                   | 15.89 ألف |
| مؤشر التنمية البشرية                                      | 0.743                      | 0.754 |
| رمز المكالمات الدولي                                      | +374                       | +55 |
| رمز الإنترنت                                              | .am، .հայ ‏                 | .br |
| المنطقة الزمنية                                           | ت ع م+04:00، توقيت أرمينيا | |

## مدن متوأمة
في ما يلي قائمة باتفاقيات التوأمة بين مدن أرمينية وبرازيلية:
- ترتبط غيومري مع أوساسكو باتفاقية توأمة منذ 1988.
- ترتبط يريفان مع ريو دي جانيرو باتفاقية توأمة منذ 2007.

## منظمات دولية مشتركة
يشترك البلدان في عضوية مجموعة من المنظمات الدولية، منها:
| علم المنظمة | اسم المنظمة                        | تاريخ انضمام أرمينيا | تاريخ انضمام البرازيل |
| ----------- | ---------------------------------- | -------------------- | --------------------- |
|             | الاتحاد البريدي العالمي            | ?                    | ?                     |
|             | يونسكو                             | 9 يونيو 1992         | 4 نوفمبر 1946         |
|             | البنك الدولي للإنشاء والتعمير      | 16 سبتمبر 1992       | 14 يناير 1946         |
|             | منظمة التجارة العالمية             | 5 فبراير 2003        | ?                     |
|             | وكالة ضمان الاستثمار متعدد الأطراف | 5 ديسمبر 1995        | 7 يناير 1993          |
|             | الاتحاد الدولي للاتصالات           | 30 يونيو 1992        | 4 يوليو 1877          |
|             | منظمة الشرطة الجنائية الدولية      | ?                    | ?                     |
|             | مؤسسة التمويل الدولية              | 18 أبريل 1995        | 31 ديسمبر 1956        |
|             | الأمم المتحدة                      | 2 مارس 1992          | 24 أكتوبر 1945        |
|             | مؤسسة التنمية الدولية              | 25 أغسطس 1993        | 15 مارس 1963          |
|             | الفريق المعني برصد الأرض           | ?                    | ?                     |
|             | منظمة حظر الأسلحة الكيميائية       | ?                    | ?                     |

## وصلات خارجية
- موقع وزارة الخارجية الأرمينية
- موقع وزارة الخارجية البرازيلية